# World Cup 2009 (Tischtennis)
| 2008 ← World Cup → 2010 | 2008 ← World Cup → 2010           | 2008 ← World Cup → 2010       |
| ----------------------- | --------------------------------- | ----------------------------- |
|                         | Männer                            | Frauen                        |
| Datum                   | 16.–18.10.                        | 10.–12.10.                    |
| Ort                     | Moskau                            | Guangzhou                     |
| Auflage                 | 30                                | 13                            |
| Sieger                  | Vladimir Samsonov Chen Qi Ma Long | Liu Shiwen Guo Yue Li Xiaoxia |

Der Tischtennis-World Cup 2009 fand für die Männer in seiner 30. Austragung vom 16. bis 18. Oktober im russischen Moskau und für die Frauen in seiner 13. Austragung vom 10. bis 12. Oktober im chinesischen Guangzhou statt. Gold ging an den Belarussen Vladimir Samsonov und die Chinesin Liu Shiwen.

## Modus
An jedem Wettbewerb nahmen 19 Sportler teil. Die 15 in der Weltrangliste bestplatzierten Teilnehmer nahmen, aufgeteilt auf vier Gruppen mit je vier Sportlern, an der World-Cup-Gruppenphase teil. Die übrigen vier Teilnehmer, die Vertreter Nordamerikas, Lateinamerikas, Afrikas und Ozeaniens, spielten in der Intercontinental-Cup-Gruppe den verbliebenen sechzehnten Gruppenplatz aus. Die Gruppenersten und -zweiten rückten in die im K.O.-Modus ausgetragene Hauptrunde vor. Die Halbfinal-Verlierer trugen ein Spiel um Platz 3 aus.

## Teilnehmer
Die erste Spalte gibt die Abschlussplatzierung an, die Spalten „WRL-Pos.“ die für die Setzung relevante Weltranglistenposition (gelb markiert die direkt für die Gruppenphase gesetzten 15 Spieler und 15 Spielerinnen).
| Pos. | Männer             | WRL-Pos. | TN | Frauen            | WRL-Pos. | TN |
| ---- | ------------------ | -------- | -- | ----------------- | -------- | -- |
| 1    | Vladimir Samsonov  | 6        | 11 | Liu Shiwen        | 4        | 1  |
| 2    | Chen Qi            | 9        | 1  | Guo Yue           | 2        | 4  |
| 3    | Ma Long            | 2        | 2  | Li Xiaoxia        | 3        | 3  |
| 4    | Oh Sang-eun        | 10       | 4  | Feng Tianwei      | 6        | 2  |
| 5    | Timo Boll          | 3        | 8  | Kim Kyung-ah      | 8        | 6  |
| 5    | Kalinikos Kreanga  | 14       | 11 | Li Jiao           | 19       | 3  |
| 5    | Michael Maze       | 12       | 3  | Liu Jia           | 15       | 6  |
| 5    | Dimitrij Ovtcharov | 13       | 2  | Park Mi-young     | 14       | 1  |
| 9    | Cheung Yuk         | 17       | 1  | Ai Fukuhara       | 23       | 4  |
| 9    | Joo Se-hyuk        | 8        | 5  | Sayaka Hirano     | 22       | 1  |
| 9    | Jun Mizutani       | 11       | 1  | Tie Yana          | 13       | 8  |
| 9    | Werner Schlager    | 15       | 10 | Wang Yuegu        | 10       | 3  |
| 13   | Chuang Chih-Yuan   | 16       | 8  | Jiang Huajun      | 9        | 3  |
| 13   | Kenta Matsudaira   | 51       | 1  | Miao Miao         | 95       | 5  |
| 13   | Cazuo Matsumoto    | 164      | 1  | Rūta Paškauskienė | 36       | 1  |
| 13   | Alexei Smirnow     | 48       | 2  | Krisztina Tóth    | 21       | 5  |
| 17   | Quadri Aruna       | 270      | 1  | Zhang Mo          | 124      | 1  |
| 18   | Xavier Therien     | 436      | 1  | Han Xing          | 178      | 1  |
| 19   | Robert Frank       | 588      | 1  | Berta Rodríguez   | 259      | 3  |

## Männer

### ICC-Gruppe
|                 | Ergebnis |                |
| --------------- | -------- | -------------- |
| Cazuo Matsumoto | 4:1      | Robert Frank   |
| Quadri Aruna    | 4:2      | Xavier Therien |
| Cazuo Matsumoto | 4:1      | Xavier Therien |
| Quadri Aruna    | 4:0      | Robert Frank   |
| Cazuo Matsumoto | 4:2      | Quadri Aruna   |
| Xavier Therien  | 4:3      | Robert Frank   |

| Platz | Spieler         | Spiele | Sätze | Punkte |
| ----- | --------------- | ------ | ----- | ------ |
| 1     | Cazuo Matsumoto | 3      | 12:4  | 6      |
| 2     | Quadri Aruna    | 3      | 10:6  | 5      |
| 3     | Xavier Therien  | 3      | 7:11  | 4      |
| 4     | Robert Frank    | 3      | 4:12  | 3      |

### Gruppenphase

#### Gruppe 1
|                 | Ergebnis |                  |
| --------------- | -------- | ---------------- |
| Ma Long         | 4:0      | Werner Schlager  |
| Oh Sang-eun     | 3:4      | Kenta Matsudaira |
| Ma Long         | 3:4      | Oh Sang-eun      |
| Werner Schlager | 4:1      | Kenta Matsudaira |
| Ma Long         | 4:0      | Kenta Matsudaira |
| Oh Sang-eun     | 4:1      | Werner Schlager  |

| Platz | Spieler          | Spiele | Sätze | Punkte |
| ----- | ---------------- | ------ | ----- | ------ |
| 1     | Oh Sang-eun      | 3      | 11:8  | 5      |
| 2     | Ma Long          | 3      | 11:4  | 5      |
| 3     | Werner Schlager  | 3      | 5:9   | 4      |
| 4     | Kenta Matsudaira | 3      | 5:11  | 4      |

#### Gruppe 2
|                   | Ergebnis |                   |
| ----------------- | -------- | ----------------- |
| Timo Boll         | 4:2      | Kalinikos Kreanga |
| Joo Se-hyuk       | 3:4      | Alexei Smirnow    |
| Timo Boll         | 4:2      | Joo Se-hyuk       |
| Kalinikos Kreanga | 4:1      | Alexei Smirnow    |
| Timo Boll         | 4:1      | Alexei Smirnow    |
| Joo Se-hyuk       | 4:3      | Kalinikos Kreanga |

| Platz | Spieler           | Spiele | Sätze | Punkte |
| ----- | ----------------- | ------ | ----- | ------ |
| 1     | Timo Boll         | 3      | 12:5  | 6      |
| 2     | Kalinikos Kreanga | 3      | 9:9   | 4      |
| 3     | Joo Se-hyuk       | 3      | 9:11  | 4      |
| 4     | Alexei Smirnow    | 3      | 6:11  | 4      |

#### Gruppe 3
|                   | Ergebnis |                 |
| ----------------- | -------- | --------------- |
| Vladimir Samsonov | 4:1      | Cheung Yuk      |
| Chen Qi           | 4:0      | Cazuo Matsumoto |
| Vladimir Samsonov | 4:3      | Chen Qi         |
| Cheung Yuk        | 4:1      | Cazuo Matsumoto |
| Vladimir Samsonov | 4:0      | Cazuo Matsumoto |
| Chen Qi           | 4:2      | Cheung Yuk      |

| Platz | Spieler           | Spiele | Sätze | Punkte |
| ----- | ----------------- | ------ | ----- | ------ |
| 1     | Vladimir Samsonov | 3      | 12:4  | 6      |
| 2     | Chen Qi           | 3      | 11:6  | 5      |
| 3     | Cheung Yuk        | 3      | 7:9   | 4      |
| 4     | Cazuo Matsumoto   | 3      | 1:12  | 3      |

#### Gruppe 4
|                    | Ergebnis |                    |
| ------------------ | -------- | ------------------ |
| Michael Maze       | 2:4      | Dimitrij Ovtcharov |
| Jun Mizutani       | 4:3      | Chuang Chih-Yuan   |
| Dimitrij Ovtcharov | 4:3      | Chuang Chih-Yuan   |
| Michael Maze       | 4:1      | Jun Mizutani       |
| Michael Maze       | 4:2      | Chuang Chih-Yuan   |
| Jun Mizutani       | 4:3      | Dimitrij Ovtcharov |

| Platz | Spieler            | Spiele | Sätze | Punkte |
| ----- | ------------------ | ------ | ----- | ------ |
| 1     | Michael Maze       | 3      | 11:9  | 5      |
| 2     | Dimitrij Ovtcharov | 3      | 10:7  | 5      |
| 3     | Jun Mizutani       | 3      | 9:10  | 5      |
| 4     | Chuang Chih-Yuan   | 3      | 8:12  | 3      |

### Hauptrunde
|  | Viertelfinale      | Viertelfinale |                   |                   | Halbfinale       | Halbfinale |  |  | Finale | Finale |
|  |                    |               |                   |                   |                  |            |  |  |        |        |
|  |                    |               |                   |                   |                  |            |  |  |        |        |
|  | Oh Sang-eun        | 4             |                   |                   |                  |            |  |  |        |        |
|  | Oh Sang-eun        | 4             |                   |                   |                  |            |  |  |        |        |
|  | Kalinikos Kreanga  | 2             |                   |                   |                  |            |  |  |        |        |
|  | Kalinikos Kreanga  | 2             | Oh Sang-eun       | 3                 |                  |            |  |  |        |        |
|  |                    |               | Oh Sang-eun       | 3                 |                  |            |  |  |        |        |
|  |                    | Chen Qi       | 4                 |                   |                  |            |  |  |        |        |
|  | Chen Qi            | Chen Qi       | 4                 | 4                 |                  |            |  |  |        |        |
|  | Chen Qi            |               |                   | 4                 |                  |            |  |  |        |        |
|  | Michael Maze       | 3             |                   |                   |                  |            |  |  |        |        |
|  |                    |               | Chen Qi           | 1                 |                  |            |  |  |        |        |
|  |                    |               |                   | Vladimir Samsonov | 4                |            |  |  |        |        |
|  | Vladimir Samsonov  | 4             |                   |                   |                  |            |  |  |        |        |
|  | Dimitrij Ovtcharov | 1             |                   |                   |                  |            |  |  |        |        |
|  | Dimitrij Ovtcharov | 1             | Vladimir Samsonov | 4                 |                  |            |  |  |        |        |
|  |                    |               | Vladimir Samsonov | 4                 | Spiel um Platz 3 |            |  |  |        |        |
|  |                    | Ma Long       | 3                 |                   |                  |            |  |  |        |        |
|  | Ma Long            | Ma Long       | 3                 | 4                 | Oh Sang-eun      | 1          |  |  |        |        |
|  | Ma Long            |               |                   | 4                 | Oh Sang-eun      | 1          |  |  |        |        |
|  | Timo Boll          | 2             |                   | Ma Long           | 4                |            |  |  |        |        |
|  | Timo Boll          | 2             |                   |                   | 4                |            |  |  |        |        |
|  |                    |               |                   |                   |                  |            |  |  |        |        |

## Frauen

### ICC-Gruppe
|           | Ergebnis |                 |
| --------- | -------- | --------------- |
| Miao Miao | 4:0      | Berta Rodríguez |
| Zhang Mo  | 4:3      | Han Xing        |
| Miao Miao | 4:0      | Han Xing        |
| Zhang Mo  | 4:0      | Berta Rodríguez |
| Miao Miao | 4:1      | Zhang Mo        |
| Han Xing  | 4:1      | Berta Rodríguez |

| Platz | Spieler         | Spiele | Sätze | Punkte |
| ----- | --------------- | ------ | ----- | ------ |
| 1     | Miao Miao       | 3      | 12:1  | 6      |
| 2     | Zhang Mo        | 3      | 9:7   | 5      |
| 3     | Han Xing        | 3      | 7:9   | 4      |
| 4     | Berta Rodríguez | 3      | 1:12  | 3      |

### Gruppenphase

#### Gruppe 1
|            | Ergebnis |                   |
| ---------- | -------- | ----------------- |
| Guo Yue    | 4:2      | Li Jiao           |
| Wang Yuegu | 4:2      | Rūta Paškauskienė |
| Guo Yue    | 4:0      | Wang Yuegu        |
| Li Jiao    | 4:0      | Rūta Paškauskienė |
| Guo Yue    | 4:1      | Rūta Paškauskienė |
| Wang Yuegu | 3:4      | Li Jiao           |

| Platz | Spieler           | Spiele | Sätze | Punkte |
| ----- | ----------------- | ------ | ----- | ------ |
| 1     | Guo Yue           | 3      | 12:3  | 6      |
| 2     | Li Jiao           | 3      | 10:7  | 5      |
| 3     | Wang Yuegu        | 3      | 7:10  | 4      |
| 4     | Rūta Paškauskienė | 3      | 3:12  | 3      |

#### Gruppe 2
|              | Ergebnis |              |
| ------------ | -------- | ------------ |
| Li Xiaoxia   | 4:0      | Liu Jia      |
| Jiang Huajun | 1:4      | Ai Fukuhara  |
| Li Xiaoxia   | 4:0      | Jiang Huajun |
| Liu Jia      | 4:0      | Ai Fukuhara  |
| Li Xiaoxia   | 2:4      | Ai Fukuhara  |
| Jiang Huajun | 2:4      | Liu Jia      |

| Platz | Spieler      | Spiele | Sätze | Punkte |
| ----- | ------------ | ------ | ----- | ------ |
| 1     | Li Xiaoxia   | 3      | 10:4  | 5      |
| 2     | Liu Jia      | 3      | 8:6   | 5      |
| 3     | Ai Fukuhara  | 3      | 8:7   | 5      |
| 4     | Jiang Huajun | 3      | 3:12  | 3      |

#### Gruppe 3
|               | Ergebnis |               |
| ------------- | -------- | ------------- |
| Liu Shiwen    | 4:1      | Sayaka Hirano |
| Park Mi-young | 4:1      | Miao Miao     |
| Liu Shiwen    | 4:3      | Park Mi-young |
| Sayaka Hirano | 4:1      | Miao Miao     |
| Liu Shiwen    | 4:0      | Miao Miao     |
| Park Mi-young | 4:3      | Sayaka Hirano |

| Platz | Spieler       | Spiele | Sätze | Punkte |
| ----- | ------------- | ------ | ----- | ------ |
| 1     | Liu Shiwen    | 3      | 12:4  | 6      |
| 2     | Park Mi-young | 3      | 11:8  | 5      |
| 3     | Sayaka Hirano | 3      | 8:9   | 4      |
| 4     | Miao Miao     | 3      | 2:12  | 3      |

#### Gruppe 4
|              | Ergebnis |                |
| ------------ | -------- | -------------- |
| Feng Tianwei | 4:1      | Tie Yana       |
| Kim Kyung-ah | 4:1      | Krisztina Tóth |
| Feng Tianwei | 4:2      | Kim Kyung-ah   |
| Tie Yana     | 4:2      | Krisztina Tóth |
| Feng Tianwei | 4:3      | Krisztina Tóth |
| Kim Kyung-ah | 4:2      | Tie Yana       |

| Platz | Spieler        | Spiele | Sätze | Punkte |
| ----- | -------------- | ------ | ----- | ------ |
| 1     | Feng Tianwei   | 3      | 12:6  | 6      |
| 2     | Kim Kyung-ah   | 3      | 10:7  | 5      |
| 3     | Tie Yana       | 3      | 7:10  | 4      |
| 4     | Krisztina Tóth | 3      | 6:12  | 3      |

### Hauptrunde
|  | Viertelfinale | Viertelfinale |            |            | Halbfinale       | Halbfinale |  |  | Finale | Finale |
|  |               |               |            |            |                  |            |  |  |        |        |
|  |               |               |            |            |                  |            |  |  |        |        |
|  | Guo Yue       | 4             |            |            |                  |            |  |  |        |        |
|  | Guo Yue       | 4             |            |            |                  |            |  |  |        |        |
|  | Liu Jia       | 2             |            |            |                  |            |  |  |        |        |
|  | Liu Jia       | 2             | Guo Yue    | 4          |                  |            |  |  |        |        |
|  |               |               | Guo Yue    | 4          |                  |            |  |  |        |        |
|  |               | Feng Tianwei  | 2          |            |                  |            |  |  |        |        |
|  | Park Mi-young | Feng Tianwei  | 2          | 2          |                  |            |  |  |        |        |
|  | Park Mi-young |               |            | 2          |                  |            |  |  |        |        |
|  | Feng Tianwei  | 4             |            |            |                  |            |  |  |        |        |
|  |               |               | Guo Yue    | 3          |                  |            |  |  |        |        |
|  |               |               |            | Liu Shiwen | 4                |            |  |  |        |        |
|  | Liu Shiwen    | 4             |            |            |                  |            |  |  |        |        |
|  | Kim Kyung-ah  | 0             |            |            |                  |            |  |  |        |        |
|  | Kim Kyung-ah  | 0             | Liu Shiwen | 4          |                  |            |  |  |        |        |
|  |               |               | Liu Shiwen | 4          | Spiel um Platz 3 |            |  |  |        |        |
|  |               | Li Xiaoxia    | 1          |            |                  |            |  |  |        |        |
|  | Li Jiao       | Li Xiaoxia    | 1          | 1          | Feng Tianwei     | 0          |  |  |        |        |
|  | Li Jiao       |               |            | 1          | Feng Tianwei     | 0          |  |  |        |        |
|  | Li Xiaoxia    | 4             |            | Li Xiaoxia | 4                |            |  |  |        |        |
|  | Li Xiaoxia    | 4             |            |            | 4                |            |  |  |        |        |
|  |               |               |            |            |                  |            |  |  |        |        |